# Португальское вторжение в Гвинею
Португальское вторжение в Гвинею в 1970 году — военная операция португальских войск. От 350 до 420 португальских солдат и оппозиционных правительству гвинейских боевиков атаковали столицу Гвинеи Конакри с моря. Целью операции было свержение режима президента Гвинеи Ахмеда Секу Туре, поимка лидера партии ПАИГК Амилкара Кабрала, уничтожение морских и авиабаз, принадлежащих ПАИГК, освобождение содержащихся в Конакри португальских военнопленных.
Нападавшим удалось освободить военнопленных и частично разрушить инфраструктуру ПАИГК, но не удалось ни арестовать Кабрала, ни свергнуть режим Секу Туре.

## Обстоятельства
В 1952 году Ахмед Секу Туре возглавил Демократическую партию Гвинеи, а в 1958 году, когда президент Франции Шарль де Голль предложил африканским колониям на выбор полную независимость либо самоуправление в составе Франции, по результатам референдума Гвинея стала единственной страной, высказавшейся за независимость, вопреки явному предпочтению де Голля. Президентом стал Секу Туре. Де Голль постарался выставить Гвинею в качестве отрицательного примера другим колониям, полностью прекратив всё финансирование, выведя из неё всё движимое французское имущество и уничтожив всё недвижимое, вплоть до электрических проводов в административных зданиях. Так как отношения с Францией были безнадёжно испорчены, Секу Туре ничего не оставалось, кроме как улучшить отношения с СССР и объявить о социалистической ориентации страны. Заодно он, как и большинство глав независимых государств Африки, установил в стране однопартийную систему, подкреплённую мощным репрессивным аппаратом.
Гвинея-Бисау, граничащая с независимой Гвинеей, и Острова Зелёного Мыса являлись колонией Португалии, которая в 1960-е годы находилась под управлением диктаторского режима Салазара. Партия ПАИГК провозгласила своей целью достижение независимости этих колоний, и в 1961 году начала войну за независимость. Секу Туре поддерживал ПАИГК и её лидера Амилкара Кабрала, в том числе оказывая и военную помощь.

## Военный конфликт

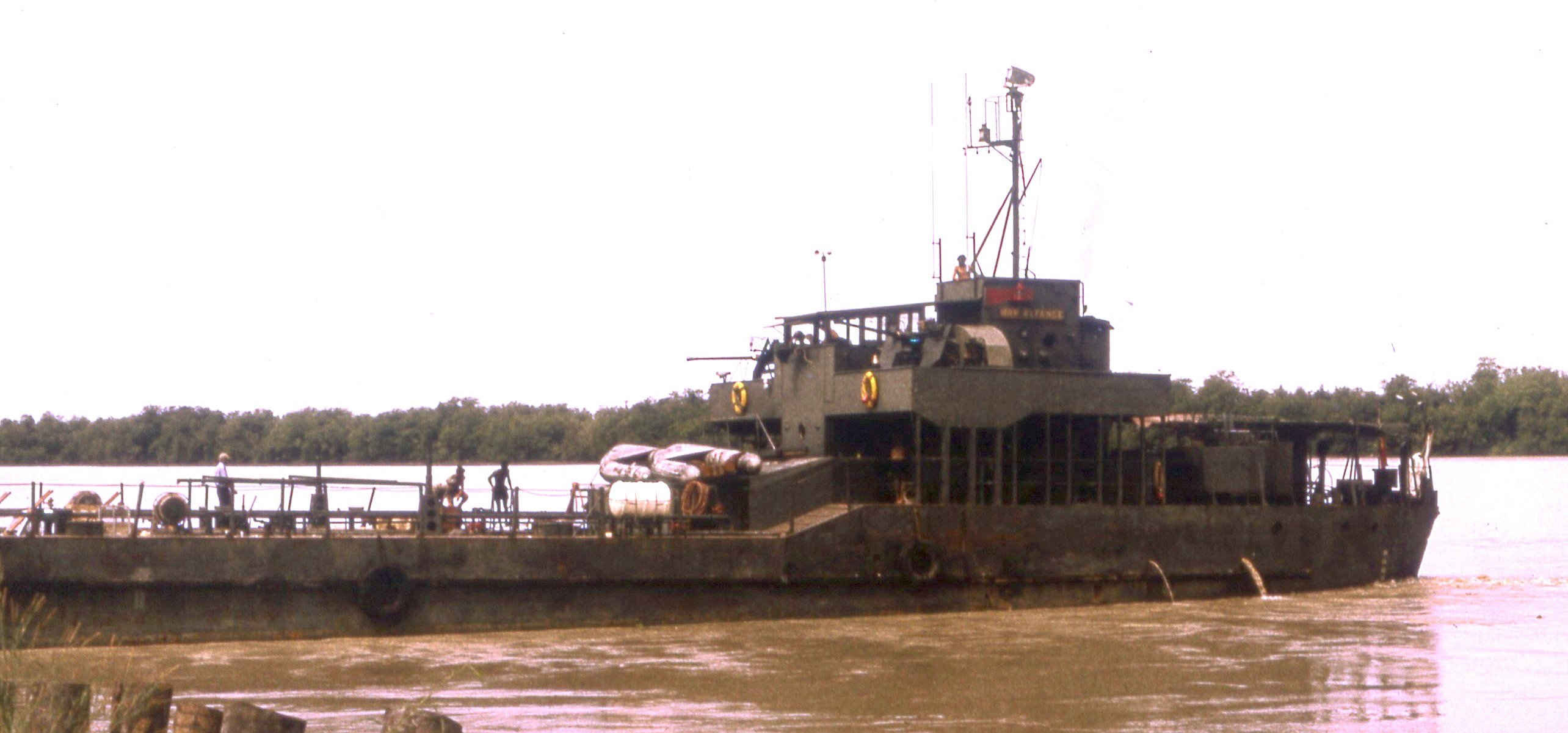
Португальский военный речной катер причаливает к берегу в ходе Португальской колониальной войны.

В ночь с 21 на 22 ноября 1970 года около 200 вооружённых гвинейцев, одетых в униформу, похожую на униформу армии Гвинеи, и находящихся под командованием португальских офицеров, а также 220 военнослужащих португальской армии под командованием Гильерме Алпоина Калвана и Марселину да Маты высадились на берег около Конакри с четырёх кораблей без опознавательных знаков (из них один большой десантный корабль и одно грузовое судно). Они уничтожили четыре или пять кораблей снабжения ПАИГК, а также сожгли летнюю резиденцию Секу Туре.
Сам Секу Туре в это время находился в президентском дворце. Нападавшие также захватили два военных поста, взяли под контроль главную электростанцию Конакри, захватили штаб-квартиру ПАИГК (но не смогли взять в плен Кабрала) и освободили 26 португальских военнопленных, удерживавшихся ПАИГК. Силы гвинейской милиции без особенного успеха пытались отразить нападение. Так как ни Кабрала, ни Секу Туре не удалось быстро найти, нападавшие отступили сами, понеся небольшие потери.

## Последствия

### Внутриполитические
Через неделю после вторжения Секу Туре создал комитет из десяти человек, которую назвал Верховное Командование (фр. Haut-Commandement). Верховное Командование было объявлено высшим исполнительным органом Гвинейской Республики, состояло из лояльных Секу Туре членов политбюро Демократической Партии Гвинеи и управляло страной, издавая указы. В функцию Командования входил также надзор над арестами, внесудебными задержаниями и казнями. В стране фактически начался террор, и большое число правительственных и армейских чиновников были посажены в тюрьму или казнены без суда. В числе последних были президент Центрального Банка Гвинеи, а также министр финансов Осман Балде, обвинённый в шпионаже в пользу Португалии и повешенный без суда. 23 января 1971 года, по окончании пятидневного суда, Верховный Революционный Трибунал приговорил 29 человек к смертной казни (приговоры были приведены в исполнение через три дня), 33 к смертной казни заочно, 68 к пожизненному заключению, и 17 (граждан Франции и Ливана) к конфискации имущества. Среди приговорённых к казни были глава полиции Конакри, секретарь президента и заместитель министра финансов. Среди приговорённых к пожизненному заключению были бывшие министры, главы государственных предприятий и бывший губернатор провинции. В июле 1971 года Секу Туре провёл чистку армии, уволив многих офицеров.

### Внешнеполитические
8 декабря 1970 года Совет Безопасности ООН принял резолюцию 290, осуждавшую Португалию за вторжение в Гвинею и призывавшую Португалию уважать принципы суверенитета и самоопределения народов, проживающих на её территории, а прочие государства оказать моральную поддержку Гвинее. Резолюция была принята 11 голосами за при четырёх воздержавшихся (Великобритания, Испания, США, Франция). 11 декабря Организация африканского единства приняла резолюцию, единогласно осуждавшую вторжение.